# Earl Derr Biggers
Earl Derr Biggers (n. 26 august 1884, Warren⁠(d), Ohio, SUA – d. 5 aprilie 1933, Pasadena, California, SUA) a fost un romancier și dramaturg american.
Biggers este amintit în primul rând pentru romanele sale, în special cele cu detectivul fictiv americano-chinez Charlie Chan, romane pe baza cărora au fost realizate filme populare în Statele Unite ale Americii și în China.

## Biografie
Fiul lui Robert J. și al Emmei E. (Derr) Biggers, Earl Derr Biggers s-a născut în Warren, Ohio, și a absolvit Universitatea Harvard în 1907, unde a fost membru al The Lampoon. A lucrat ca jurnalist pentru The Plain Dealer înainte de a se îndrepta spre ficțiune. Multe dintre piesele și romanele sale au fost adaptate în filme. 
Romanul său Seven Keys to Baldpate a fost popular în 1913, iar George M. Cohan a adaptat rapid romanul ca o piesă de teatru succes pe scena Broadway cu același nume. Cohan a jucat în ecranizarea din 1917, una dintre cele șapte ecranizări cinematografice ale piesei și o refacere din 1935. Romanul a fost, de asemenea, adaptat în două filme cu titluri diferite, House of the Long Shadows și Haunted Honeymoon, dar au avut intrigi esențial echivalente. 
După mai mult de 10 ani de la Seven Keys to Baldpate, Biggers a avut un succes și mai mare cu seria sa de romane cu detectivul Charlie Chan. Popularitatea lui Charlie Chan s-a extins chiar și în China, unde publicul din Shanghai a apreciat filmele de la Hollywood. Companiile chineze au realizat filme cu acest personaj fictiv. Derr Biggers a recunoscut public că Chang Apana, detectiv din viața reală,  a fost inspirația pentru personajul lui Charlie Chan. Biggers  a recunoscut acest lucru în scrisoarea sa către Honolulu Advertiser din 28 iunie 1932.
Biggers a locuit în San Marino, California și a murit într-un spital din Pasadena, California, după ce a suferit un atac de cord în Palm Springs, California. A decedat la 48 de ani. 

## Lucrări scrise

### Seria Charlie Chan
- The House Without a Key (1925)
- The Chinese Parrot (1926)
- Behind That Curtain (1928)
- The Black Camel (1929)
- Charlie Chan Carries On (1930)
- Keeper of the Keys (1932)

### Alte lucrări
- Seven Keys to Baldpate (1913)
- Love Insurance (1914); ecranizare ca: One Night in the Tropics (1940)
- Inside the Lines (1915) (cu Robert Welles Ritchie)
- The Agony Column (1916) (sau Second Floor Mystery)
- Fifty Candles (1921)
- Earl Derr Biggers Tells Ten Stories (povestiri, 1933)

### Traduceri
- Orhideea insângerată (The Black Camel), Editura Atlantis, Pitești, 1993, traducere de Sofica Ivănescu; Maria Ilie; roman cu Charlie Chan[12]
- În dosul perdelei (Behind That Curtain), Editura  Cultura Romaneasca, 1931, traducere de Jul. Giurgea[13][14]
- În spatele cortinei (Behind That Curtain), Editura  Merope, 1994, traducere de Cezar Octavian Tabarcea[15]
- Papagalul chinezesc (The Chinese Parrot), Editura LEDA, Colecția Galeria misterelor, 2005; traducere de Sorin Voinea[16]